# 에토스
에토스(고대 그리스어: ἦθος, ἔθος, ēthos)는 ‘성격’, ‘관습’ 등을 의미하는 고대 그리스어다. 20세기까지는 '특질'로 번역하여 사용하기도 했으나, 현재는 외래어로 사용한다.
아리스토텔레스는 수사학에서 에토스라는 단어에 철학적 의미를 부여했다. 그의 정의에 따르면 에토스는 화자(話者) 고유 성품을 뜻한다. 체형, 자세, 옷차림, 목소리, 단어선택, 시선, 성실, 신뢰, 카리스마 등이 에토스에 속한다.
오늘날 이 단어는 민족 혹은 사회별로 특징지어지는 관습 혹은 특징을 지칭하는 데 사용되고 있다.